# فهرست واحدهای دانشگاه آزاد اسلامی
دانشگاه آزاد اسلامی نظام دانشگاهی غیردولتی در ایران (و چند شهر خارج از ایران) است؛ که کار خود را در سال ۱۳۶۱ خورشیدی با نخستین واحد دانشگاهی خود با عنوان دانشگاه آزاد اسلامی، یعنی دانشگاه آزاد اسلامی واحد تهران مرکزی آغاز کرد. نخستین آزمون ورودی دانشگاه آزاد در سال ۶۱ با حضور ۳۲ هزار داوطلب در شهرهای تهران، اهواز، تبریز، مشهد، یزد، کرمان، رشت، زاهدان، و شاهرود برگزار و نزدیک به ۳ هزار نفر در رشته‌های راه و ساختمان، برق، مکانیک، فیزیک، ریاضی، شیمی، صنایع فلزی، نساجی و حسابداری تحصیلات دانشگاهی خود را آغاز کردند.
روسای دانشگاه آزادی اسلامی از ابتدا تا کنون عبارتند از:
1. عبدالله جاسبی (از تابستان ۱۳۶۱ تا اسفند ۱۳۹۰)
2. فرهاد دانشجو (از اسفند ۱۳۹۰ تا شهریور ۱۳۹۲)
3. حمید میرزاده (از شهریور ۱۳۹۲ تا اردیبهشت ۱۳۹۶)
4. علی محمد نوریان (از اردیبهشت ۱۳۹۶ تا ۲۵ تیر ۱۳۹۶)
5. فرهاد رهبر (از ۲۵ تیر ۱۳۹۶ تا۲۸ مرداد ۱۳۹۷)
6. محمدمهدی طهرانچی (از ۲۸ مرداد ۱۳۹۷ تا -)

دانشگاه آزاد علاوه بر واحدهای داخل کشور، دارای واحدهای برون مرزی در کشورهای انگلستان، افغانستان، امارات متحده عربی و لبنان است.

## واحدهای دانشگاه آزاد

### دانشگاه آزاد اسلامی آبادان
دانشگاه آزاد اسلامی واحد آبادان در اسفند سال 1364 در شهرستان اهواز تأسیس شد و از خرداد سال 1372 به دستور دکتر جاسبی ریاست وقت دانشگاه آزاد اسلامی به شهرستان آبادان منتقل گردید.
تارنما: http://iauabadan.ac.ir/

### آزاد اسلامی آبدانان
یکی از واحدهای دانشگاهی وابسته به دانشگاه آزاد اسلامی است که در سال ۱۳۸۳ تأسیس شدهو با بیش از ۱۵۰۰ دانشجو در مقاطع کاردانی و کارشناسی فعالیت می‌کند.
تارنما: http://iauabdanan.ac.ir/

### دانشگاه آزاد اسلامی زرقان
دانشگاه آزاد اسلامی واحد زرقان در سال ۱۳۷۸ تأسیس و از سال ۸۰ تا سال ۸۴ به عنوان مرکز تحت پوشش واحد مرودشت دانشجو پذیرش کرده‌است؛ و در این سال به عنوان واحد مستقل شروع به فعالیت نمود. در حال حاضر این واحد دانشگاهی ۳۳۶۱ در مقاطع کاردانی تا کارشناسی ارشد و در ۳۷ رشته تحصلی جذب کرده‌است.
تارنما:http://zariau.ac.ir/

### دانشگاه آزاد اسلامی ممقان
دانشگاه آزاد اسلامی واحد ممقان در اسفند ۱۳۸۱ تأسیس و در سال تحصیلی ۱۳۸۲–۱۳۸۳ نسبت به پذیرش دانشجو اقدام کرد. هم‌اکنون این دانشگاه با تعداد ۴۴ رشته در مقطع کاردانی، کارشناسی، کارشناسی ارشد ناپیوسته و دکتر تخصصی و حدود ۱۰۰۰ دانشجو فعالیت می‌کند.
تارنما:http://iaumamaghan.ac.ir

### دانشگاه آزاد خدابنده
دانشگاه آزاد اسلامی واحد خدابنده از مهرماه سال ۱۳۸۳ در مقطع کاردانی دانشجو اخذ نموده و در حال حاضر با ۶۳ رشته در مقاطع کاردانی تا کارشناسی ارشد و حضور ۱۱۰۰ دانشجو فعالیت می‌کند.
تارنما:http://www.khiau.ac.ir//

### دانشگاه آزاد ابرکوه
دانشگاه آزاد سلامی واحد ابرکوه به عنوان یک واحد تحت پوشش دانشگاه آزاد یزد در سال ۱۳۷۳ شروع به فعالیت کرده و در سال ۱۳۸۳ تبدیل به یک واحد مستقل شد.
این واحد در حال حاضر در ۲۴ رشته مختلف از مقاطع کاردانی تا دکترا و ۱۷۰۰ دانشجو فعالیت م یکند.
تارنما:http://www.abarkouhiau.ac.ir/

### دانشگاه آزاد اسلامی اِوَز
این واحد دانشگاهی در سال ۱۳۸۶ و در ساختمان استیجاری از آموزش و پرورش شروع به کار کرد و پس از تکمیل ساختمان دانشگاه به مرکز اصلی خود منتقل شد. این دانشگاه در مقاطع کاردانی و کارشناسی در ۱۷ رشته و عضویت یک نفر هیئت علمی تمام وقت فعالیت می‌کند.
تارنما:http://www.iauevaz.ac.ir/

### دانشگاه آزاد اسلامی اقلید
واحد اقلید در سال ۱۳۶۵ تأسیس و در سال ۱۳۶۶ اقدام به پذیرش دانشجو کرد. در حال حاضر این دانشگاه ۱۰۰۰ دانشجو در ۵۸ رشته تحصیلی داشته و دارای ۱۵۰ عضو هیئت علمی است.
تارنما:https://www.iaueghlid.ac.ir/

### دانشگاه آزاد اسلامی آزادشهر
دانشگاه آزاد اسلامی واحد آزادشهر فعالیت خود را در سال سال ۱۳۶۷ با ۱۵۰ دانشجو آغاز کرده و امروزه بیش از ۱۳۰ رشته در مقاطع کاردانی، تا دکترا و ۳۵۵۰ دانشجو و ۱۳۰ عضو هیئت علمی مشغول به فعالیت می‌باشد.
تارنما:http://iauaz.ac.ir/iau/

### دانشگاه آزاد اسلامی آشتیان
دانشگاه آزاد اسلامی واحد آشتیان در ۱۳۶۸ تأسیس و از آغاز سال تحصیلی ۱۳۶۹–۱۳۷۰ فعالیت خود را آغاز کرد. این دانشگاه در حال حاضر در دو دانشکده فنی و مهندسی در مقاطع کارشناسی تا دکترا دانشجو می‌پذیرد.
تارنما:https://web.archive.org/web/20190325112557/http://www.aiau.ac.ir/

### دانشگاه آزاد اسلامی آیت‌الله آملی
این واحد دانشگاهی در سال ۱۳۷۸ تأسیس و با سه رشته تحصیلی در سال تحصیلی ۱۳۷۹–۱۳۸۰ فعالیت خود را آغاز کرد. در حال حاضر این دانشگاه با ۱۲۶ عضو هیئت علمی و ۶۰۰۰ دانشجو در ۸۹ رشته تحصیلی در مقاطع کارشناسی تا دکترا فعالیت می‌کند.
تارنما:http://www.iauamol.ac.ir

### دانشگاه آزاد اسلامی ابهر
دانشگاه آزاد اسلامی واحد ابهر در پائیز ۱۳۶۶ مجوز فعالیت خود را دریافت کرد و در نیمسال دوم تحصیلی ۶۸–۶۹ اقدام به پذیرش دانشجو در رشته تحصیلی زبان و ادبیات فارسی کرد. در حال حاضر این دانشگاه دارای ۵ دانشکده علوم انسانی دانشکده مدیریت و اقتصاد، دانشکده کشاورزی و منابع طبیعی، دانشکده هنر و معماری، دانشکده فنی و مهندسی و ۹۷ رشته تحصیلی مقاطع کارشناسی تا کارشناسی ارشد می‌باشد. 
تارنما:http://www.abhariau.ac.ir/

### دانشگاه آزاد اسلامی اراک
دانشگاه آزاد اسلامی واحد اراک در ۱۳۶۳ تأسیس و در سال تحصیلی ۱۳۶۴–۱۳۶۵ اقدام به پذیرش دانشجو در ده رشته تحصیلی با ۶۰۰ نفر دانشجو نمود. این دانشگاه هم‌اکنون به عنوان یکی از واحدهای بزرگ آموزشی دارای بیش از ۱۰۰۰۰ دانشجو در بیش از ۲۳۲ رشته دز مقطع کاردانی تا دکترای تخصصی در دانشکده فنی و مهندسی و کشاورزی، دانشکده علوم پایه، دانشکده علوم انسانی، دانشکده مدیریت، و دانشکده پرستاری و مامایی می‌باشد.
همچنین این دانشگاه ۳۰۷ عضو هیئت علمی تمام وقت داشته و تاکنون بیش از ۷۰ هزار از این واحد دانشگاهی فارغ‌التحصیل شده‌اند.
تارنما:http://iau-arak.ac.ir

### دانشگاه آزاد اسلامی اردبیل
دانشگاه آزاد اسلامی واحد اردبیل یکی از قدیمی‌ترین واحدهای دانشگاه آزاد اسلامی می‌باشد که در سال ۱۳۶۲ تأسیس شد. این واحد در حال حاضر دارای بیش از ۱۸۰۰۰ دانشجو در مقاطع کاردانی تا دکترا در ۱۴۳ رشته آموزشی است.
تارنما:http://www.iauardabil.ac.ir/

### دانشگاه آزاد اسلامی ارومیه
دانشگاه آزاد اسلامی ارومیه در سال تحصیل ۱۳۶۷–۱۳۶۸ و با پذیرش دانشجو در سه رشته دکتری حرفه‌ای دامپزشکی، کارشناسی اقتصاد بازرگانی، کارشناسی فیزیک کاربردی شروع به کار کرد. در حال حاضر این واحد دانشگاهی دارای ۵ دانشکده با بیش از ۱۷۵۰۰ دانشجو در مقاطع مختلف تحصیلی می‌باشد.
- در سال ۱۹۳ وزارت علوم و تحقیقات و فناوری تعداد زیادی از رشته‌های این دانشگاه در مقاطع کارشناسی ارشد و دکترا را فاقد مجوز رسمی اعلام کرد.[۲۱]

http://iaurmia.ac.ir

### دانشگاه آزاد اسلامی ارسنجان
دانشگاه آزاد اسلامی واحد ارسنجان در سال ۱۳۶۶ تأسیس شده و در حال حاضر دارای ۱۶۵۸ نفر در ۸۴ رشته در مقاطع مختلف تحصیلی از کاردانی تا دکتری و ۶۲ نفر عضو هیئت علمی می‌باشد.
تارنما:http://www.iaua.ac.ir/ بایگانی‌شده  در ۲۳ اوت ۲۰۰۶ توسط Wayback Machine

### دانشگاه آزاد اسلامی خوراسگان
دانشگاه آزاد اسلامی واحد اصفهان (خوراسگان) در آبان ماه ۱۳۶۶ مجوز فعالیت خود را دریافت و از بهمن ماه ۱۳۶۶ فعالیت خود را آغاز کرد.
هم‌اکنون این واحد دانشگاهی ۲۰۰۰۰ نفر دانشجو در مقاطع دکتری تخصصی، دکتری حرفه ای، کارشناسی ارشد، کارشناسی و کاردانی زیر نظر نزدیک به ۴۰۰ نفر عضو هیئت علمی مشغول به تحصیل هستند.
تارنما:http://www.khuisf.ac.ir

### دانشگاه آزاد اسلامی اسفراین
دانشگاه آزاد اسلامی واحد اسفراین از سال ۱۳۸۰ فعالیت خود را آغاز کرده و در حال حاضر دارای ۱۷ رشته در مقاطع کاردانی تا کارشناسی ارشد می‌باشد.
تارنما:http://www.iauesf.ac.ir/

### دانشگاه آزاد اسلامی اسکو
دانشگاه آزاد اسلامی مرکز اسکو در سال ۱۳۸۱ اجازه فعالیت یافت و در سال تحصیلی ۱۳۸۳–۱۳۸۴ فعالیت دانشگاهی خود را آغاز کرد. این دانشگاه در حال حاضر در ۱۵ رشته در مقاطع کاردانی و کارشناسی دانشجو می‌پذیرد.
تارنما:http://www.iauosku.ac.ir

### دانشگاه آزاد اسلامی اسلامشهر
این واحد در خرداد سال ۱۳۷۶ به صورت شعبه‌ای از واحد تهران جنوب تأسیس شده و در آذرماه ۱۳۷۷ به عنوان یک واحد دانشگاهی مستقل به فعالیت خود ادامه داد. در حال حاضر این دانشگاه در تمامی مقاطع تحصیلی و در گروه‌های علوم انسانی، حسابداری، علوم پایه، فنی و مهندسی، کشاورزی، تربیت بدنی و هنر دارای بیش از ۴۲۰۰۰ دانشجو می‌باشد.
تارنما:http://www.iiau.ac.ir

### دانشگاه آزاد اسلامی واحد بَرقئ شهر خوی واحد خوکی
- سال تأسیس: ۱۳۸۴

### دانشگاه آزاد اسلامی امیدیه
http://www.iauo.ac.ir

### دانشگاه آزاد اسلامی اهر
دانشگاه آزاد اسلامی واحد اهر در سال ۱۳۷۲ تأسیس واز مهرماه ۱۳۷۳ اقدام به پذیرش دانشجو کرد. در حال حاضر این واحد دانشگاهی با بیش از ۴۵۰۰ نفر دانشجو در۱۳۱ رشته تحصیلی در مقاطع دکترا ۱۳رشته، ۶۵ رشته در مقطع کارشناسی ارشد، ۵۳ رشته در مقطع کارشناسی و مقطع کاردانی و با ۱۱۸ نفر هیئت علمی و دانشکده‌های علوم انسانی، فنی و مهندسی و علوم پایه
فعالیت دارد.
تارنما:http://www.iau-ahar.ac.ir

### دانشگاه آزاد اسلامی میانه
دانشگاه آزاد اسلامی واحد میانه در سال ۱۳۷۲ در دو رشته کاردانی کامپیوتر و مهندسی زراعت و اصلاح نباتات اقدام به پذیرش دانشجو نمود و امروزه با حدود ۱۵۰ رشته از دوره کاردانی تا دکترا و ۴۰۰۰۰ دانشجو فعالیت می‌کند.
تارنما:http://www.m-iau.ac.ir بایگانی‌شده  در ۲۲ اوت ۲۰۱۶ توسط Wayback Machine

### دانشگاه آزاد اسلامی اهواز
دانشگاه آزاد اسلامی واحد اهواز در دی ماه ۱۳۶۱ تأسیس و در سال ۱۳۶۲ در رشته ریاضی اقدام به پذیرش دانشجو نمود که با توجه به مشکلات به وجود آمده فعالیت واحد متوقف واین رشته منحل اعلام شد. در سال بهمن ۱۳۶۳ مجدداً واحد اهواز فعالیت‌های خود را در رشته‌های کشاورزی (زراعت – اصلاح نباتات)، ریاضی و عمران شروع کرد. در سال ۱۳۹۳ واحد علوم و تحقیقات خوزستان پس از ۱۷ سال فعالیت در این واحد ادغام گردید. دانشگاه آزاد اهواز در حال حاضر ۴۹۵ کارمند، ۳۵۰ عضو هیئت علمی و ۲۵ هزار نفر دانشجو در بیش از ۱۵۰ رشته در مقاطع کاردانی و کارشناسی، مقطع کارشناسی ارشد و دکترای تخصصی دارد.
تارنما:https://ahvaz.iau.ir/

### دانشگاه آزاد اسلامی ایذه
دانشگاه آزاد اسلامی ایذه در سال ۱۳۶۵ فعالیت خود را آغاز کرده و در مقاطع کاردانی تا کارشناسی ارشد در سه دانشکده فنی و مهندسی، علوم انسانی و علوم پایه دانشجو می‌پذیرد.
تارنما:www.izehiau.ac.ir

### دانشگاه آزاد اسلامی ایلام
دانشگاه آزاد ایلام در سال ۱۳۹۰ راه اندازی شده و در مقاطع کارشناسی و کارشناسی ارشد و دکتری دانشجو پذیرش می‌کند. در این دانشگاه بیش از ۱۷۰۰۰ دانشجو در ۵ گروه فنی و مهندسی، هنر، کشاورزی، علوم پایه و علوم انسانی مشغول به تحصیل است.
تارنما:
تارنما:www.ilam-iau.ac.ir

### دانشگاه آزاد اسلامی بافت
دانشگاه آزاد اسلامی واحد بافت در سال 1372تاسیس شد ،  هم‌اکنون در مقاطع تحصیلی کاردانی، کارشناسی، کارشناسی ارشد و دکتری تخصصی در رشته‌های مختلف و همچنین رشته دکتری عمومی دامپزشکی پذیرای داوطلبان عزیز می‌باشد. نخستین رئیس این دانشگاه، دکتر محمود آقاجانی بوده‌است، در حال حاضر نیز آقای دکتر علیرضا مرادی عهده‌دار ریاست این واحد می‌باشند. این واحد دانشگاهی دارای دانشکده‌های دامپزشکی و فنی مهندسی می‌باشد.
تارنما:http://iaubaft.ac.ir/

### دانشگاه آزاد اسلامی بندرانزلی
تارنمای واحد بندر انزلی: https://web.archive.org/web/20090312053224/http://www.bandaranzaliiau.ac.ir/
تارنمای واحد بین‌الملل بندر انزلی: http://intbaiau.ac.ir

### دانشگاه آزاد اسلامی بردسکن
دانشگاه آزاد اسلامی واحد بردسکن در سال ۱۳۷۹ تأسیس شده و در مقاطع کاردانی پیوسته و ناپیوسته و کارشناسی پیوسته و ناپیوسته دانشجو می‌پذیرد. در حال حاضر این دانشگاه ۱۱۷۰نفر دانشجو دارد.
تارنما:http://www.iaubc.ac.ir بایگانی‌شده  در ۲۶ آوریل ۲۰۱۹ توسط Wayback Machine

### دانشگاه آزاد اسلامی بندرگز
https://web.archive.org/web/20111229212304/http://www.bandargaziau.ir/

### دانشگاه آزاد اسلامی بهبهان
https://web.archive.org/web/20150511072620/http://www.behbahaniau.ac.ir/

### دانشگاه آزاد اسلامی بهشهر
دانشگاه آزاد اسلامی واحد بهشهر در سال ۱۳۸۲ تأسیس و فعالیت آموزشی خود را از نیمسال دوم سال تحصیلی ۱۳۸۳-۱۳۸۲ با پذیرش حدود ۱۳۰ نفر دانشجو در دو رشته کاردانی کامپیوتر و معماری آغاز نمود. 
هم‌اکنون این دانشگاه در مقاطع تحصیلی کاردانی، کارشناسی، کارشناسی ارشد دانشجو می‌پذیرد و نزدیک به ۲۰۰۰ دانشجو دارد.
تارنما: https://behshahr.iau.ir

### دانشگاه آزاد اسلامی بیرجند
این دانشگاه از سال ۱۳۶۴ شروع به فعالیت کرده و در حال حاضر از مقطع کاردانی تا دکترا و در دانشکده‌های دانشکده فنی و مهندسی، دانشکده حقوق و علوم اداری، دانشکده ادبیات و علوم انسانی، دانشکده هنر و معماری، دانشکده پیراپزشکی و بهداشت، دانشکده کشاورزی، دانشکده پرستاری و مامایی دانشجو می‌پذیرد.
تارنما:http://www.iaubir.ac.ir

### دانشگاه آزاد اسلامی پردیس
دانشگاه آزاد واحد پردیس از سال ۱۳۸۵ در شهر جدید پردیس تأسیس شد این دانشگاه در مقاطع کاردانی تا کارشناسی ارشد دارای ۷۲۰۰ دانشجو در ۲۹ رشته می‌باشد.
تارنما:http://www.pardisiau.ac.ir

### دانشگاه آزاد اسلامی پارس‌آباد
دانشگاه آزاد اسلامي واحد پارس آباد مغان در سال 1379 تأسیس شد و هم اکنون در مقاطع کاردانی تا دکتری دانشجو می پذیرد

### دانشگاه آزاد اسلامی پرند
http://www.piau.ac.ir

### دانشگاه آزاد اسلامی تاکستان
دانشگاه آزاد اسلامی واحد تاکستان در سال ۱۳۶۹ تاسیس شد و در ساختمان اداره بازرگانی شروع به فعالیت کرد و فرمانداری یک زمینی را به اتحادیه مرغداران اهدا نمود و اتحادیه مرغداران به آموزش و پرورش اهدا نمود و آموزش و پرورش در بیرون شهر دانشگاه آزاد این شهر را ساخت و هم اکنون این دانشگاه ۳۰ ساختمان و حدود ۲۰ دانشکده به نامهای دانشکده معماری و دانشکده علوم انسانی و دانشکده پرستاری یکی از مهم ترین دانشکده های این دانشگاه می باشد و دو سالن ورزشی به نام های امام علی و امام حسن مجهز می باشد و یک استخر هم در جنوب دانشگاه در حال احداث است

### دانشگاه آزاد اسلامی تبریز
دانشگاه آزاد اسلامی تبریز، اولین واحد دانشگاه آزاد در سطح شهرستان‌هاست. این دانشگاه در۲۳ آبان ماه سال۱۳۶۱ شمسی تأسیس گردید و در سال تحصیلی ۶۲–۶۳ با پذیرش ۱۵۰ دانشجو در سه رشته ریاضی، فیزیک و عمران فعالیت آموزشی خود را آغاز نموده‌است. این دانشگاه رتبه ۴۱ در بین کل دانشگاه‌های ایران بر اساس گزارش پایگاه رتبه‌بندی سایماگو کسب کرده‌است. در حال حاضر دارای ۱۱ دانشکده، ۲۳۷ رشته - مقطع تحصیلی، ۳ دانشکده فنی و حرفه‌ای و ۸ مدرسه از مقطع ابتدایی تا پیش دانشگاهی (سما)، ۲ بیمارستان، ۵ کتابخانه (دارای بیش از ۲۳۰ هزار جلد کتاب)، ۱۳۴ آزمایشگاه و کارگاه تخصصی، ۱۱ مرکز تحقیقاتی، مرکز رشد و مرکز فناور، ۱۳ سایت اینترنت، کلینیک دامپزشکی، سالن‌های همایش و کنفرانس، مرکز مشاوره، سلف سرویس، ۲سالن چند منظوره ورزشی، ۴ خوابگاه دانشجویی، ۲ مهمانسرا و… می‌باشد.
تارنما: http://www.iaut.ac.ir بایگانی‌شده  در ۹ مه ۲۰۱۹ توسط Wayback Machine

### دانشگاه آزاد اسلامی تربت حیدریه
http://www.iautorbat.com

### دانشگاه آزاد اسلامی تنکابن
دانشگاه آزاد اسلامی واحد تنکابن در سال ۱۳۶۵ رشته‌های پزشکی، پرستاری و مامایی فعالیت خود را آغاز کرد. این دانشگاه پس از توسعه دارای دانشکده‌های علوم زیستی، پزشکی و علوم پزشکی شد در حال حاضر در بیش از ۱۰۰ رشته در مقاطع دکتری، کارشناسی ارشد، کارشناسی و کاردانی حدود ۵۰۰۰ دانشجوی کارشناسی و کاردانی، ۲۵۰۰ دانشجوی کارشناسی ارشد، ۵۰۰ دانشجوی دکتری زیر نظر نزدیک به ۲۰۰ عضو هیئت علمی مشغول به تحصیل هستند.
تارنما:https://web.archive.org/web/20070825175039/http://www.tonekaboniau.ac.ir/

### دانشگاه آزاد اسلامی پزشکی تهران
دانشگاه آزاد اسلامی واحد پزشکی تهران در سال ۱۳۶۴ در چهار رشته: پزشکی در مقطع دکترای حرفه‌ای، پرستاری و مامایی و علوم آزمایشگاهی در مقطع کارشناسی تأسیس شد. در حال حاضر این دانشگاه بیش از ۱۰۰۰۰ دانشجو و ۸ دانشکده در مقاطع تحصیلی دکترای حرفه‌ای، کارشناسی ارشد، کارشناسی پیوسته، کارشناسی ناپیوسته و کاردانی نسبت به پذیرش دانشجو فعالیت می‌کند.
بیمارستان‌های تحت پوشش:
- بیمارستان بوعلی در شرق تهران
- بیمارستان امیرالمؤمنین(ع) در جنوب‌شهر تهران
- بیمارستان فرهیختگان در شمال غرب تهران
- کلینیک آموزشی، پژوهشی و خدمات بهداشتی درمانی قدس

http://www.iautmu.ac.ir بایگانی‌شده  در ۲۰۱۲-۱۰-۰۱ توسط Wayback Machine

### دانشگاه آزاد اسلامی تهران مرکزی
دانشگاه آزاد اسلامی واحد تهران مرکزی (انگلیسی: Islamic Azad University, Central Tehran Branch به اختصار IAUCTB) اولین واحد دانشگاهی از واحدهای دانشگاه تابعه دانشگاه آزاد اسلامی است. این دانشگاه کار آموزشی خود را در سال ۱۳۶۱ خورشیدی با ایجاد ۶ رشته تحصیلی آغاز کرد. امروزه این دانشگاه برگزارکننده بیش از ۵۹۵ رشته در مقاطع مختلف از کاردانی تا دکترا می‌باشد. این دانشگاه در شمال تهران واقع درسوهانک است.
تارنما:http://www.iauctb.ac.ir بایگانی‌شده  در ۲۵ ژوئیه ۲۰۱۶ توسط Wayback Machine

### دانشگاه آزاد اسلامی تهران غرب
این واحد فعالیت‌های خود را ابتدا تحت عنوان مؤسسه فنی و آموزش عالی سما وابسته به دانشگاه آزاد اسلامی در سال ۱۳۷۳ در مقطع کاردانی کاربرد کامپیوتر در مقطع کاردانی شروع کرد و در سال ۱۳۷۸ مجوز پذیرش دانشجو در مقطع کارشناسی را تحت عنوان تهران سما دریافت کرد. بعد از ادغام دو واحد آموزشکده فنی و حرفه‌ای دخترانه تهران سما و آموزشکده فنی حرفه‌ای پسرانه و گسترش این مجموعه واحد تهران سما از سازمان سما جداشده و به عنوان یک واحد دانشگاهی شروع به فعالیت نمود. این واحد در سال ۱۳۸۶ به عنوان تهران غرب رسماً تغییر نام داده و در رشته‌های علوم انسانی نیز اقدام به پذیرش دانشجو کرد. این واحد دانشگاهی نزدیک به ۱۶۰۰۰ دانشجو در مقاطع کارشناسی، کارشناسی ارشد و دکتری در رشته‌های فنی و مهندسی، مدیریت، هنر و معماری و علوم انسانی، ۱۸۰عضو هیئت علمی را تحت پوشش خود قرار داده‌است.
http://www.wtiau.ac.ir

### دانشگاه آزاد اسلامی تهران شرق
این واحد بنام واحد تهران شرق در سال ۱۳۷۸ تأسیس شد و در حال حاضر ر مقاطع مختلف از کارشناسی تا دکترا اقدام به پذیرش دانشجو می‌کند. این واحد دانشگاه در حدود ۱۲۰۰۰ دانشجو و ۲۰۰ هیئت علمی دارد.
http://www.etiau.ac.ir%5Bپیوند+مرده%5D

### دانشگاه آزاد اسلامی تهران شمال
دانشگاه آزاد اسلامی واحد تهران شمال (انگلیسی: Islamic Azad University, North Tehran Branch به اختصار IAUNTB) ر تاریخ ۱۰ آبان ۱۳۶۵ تأسیس گردید. کل دانشجویان این واحد دانشگاهی تا پایان سال تحصیلی ۱۳۹۴–۱۳۹۵، ۳۴۸۶۴ نفر است که شامل ۲۱۹۴۵ دانشجو در مقطع کارشناسی، ۱۱۳۵۴ دانشجو در مقطع کارشناسی ارشد و ۱۵۶۵ نفر در مقطع دکترا است. همچنین بالغ بر ۹۱۰۰۰ دانشجو نیز از این دانشگاه فارغ‌التحصیل شده‌اند. در حال حاضر ۵۵۵ نفر عضو هیئت علمی تمام‌وقت و نیمه‌وقت در این دانشگاه مشغول به کار هستند. همچنین ۶۴۴ نفر پرسنل اداری در این دانشگاه مشغول به کار هستند. این دانشگاه در هر سال تحصیلی حدود ۱۶۰۰ نفر دانشجوی مهمان را نیز پذیرا می‌باشد. این دانشگاه دارای ۹ دانشکدهٔ الهیات و معارف اسلامی، زبان‌های خارجی، شیمی، علوم انسانی، علوم پایه، علوم زیستی، علوم و فنون دریایی، فنی و مهندسی و مدیریت و علوم اجتماعی می‌باشد که ساختمان اصلی آن در محلهٔ حکیمیه تهران قرار گرفته‌است.
http://www.iau-tnb.ac.ir

### دانشگاه آزاد اسلامی تهران جنوب
دانشگاه آزاد اسلامی واحد تهران جنوب (انگلیسی: Islamic Azad University, South Tehran Branch به اختصار TJ) در تاریخ ۱۰ تیرماه سال ۱۳۶۴ خورشیدی با محوریت رشته‌های فنی و مهندسی در شهر تهران تأسیس گردید. دانشجویان این دانشگاه در ۱۵ دانشکده فنّی و مهندسی، تحصیلات تکمیلی فنی مهندسی، مهندسی کامپیوتر و فناوری اطلاعات، مهندسی صنایع، مهندسی مکانیک عمران و معدن، مهندسی شیمی و پلیمر، مهندسی برق، حقوق و علوم سیاسی، روان‌شناسی و علوم تربیتی، اقتصاد و حسابداری، ادبیات فارسی و زبان‌های خارجه، مدیریت، علوم پایه، هنر و معماری و دانشکده تربیت بدنی و علوم ورزشی تحصیل می‌نمایند. این واحد دانشگاهی هم‌اکنون دارای ۶۷ رشته مصوب دکتری و ۱۳۴ رشته مصوب کارشناسی ارشد، ۶۸ رشته مصوب کارشناسی و ۲۳ رشته مصوب کارشناسی ناپیوسته می‌باشد.
http://www.azad.ac.ir

### دانشگاه آزاد اسلامی تیران
http://www.iautiran.ac.ir/

### دانشگاه آزاد اسلامی جهرم
https://web.archive.org/web/20190820002459/http://www.jia.ac.ir/

### دانشگاه آزاد اسلامی جیرفت
این دانشگاه در ۴ دانشکده و در مقاطع کاردانی تا دکترا اقدام به جذب دانشجو می‌کند و در حال حاضر نزدیک به سه هزار دانشجو در این دانشگاه مشغول به تحصیل هستند.
تارنما: http://www.iauji.ac.ir

### دانشگاه آزاد اسلامی چالوس
http://www.iauc.ac.ir
- سال تأسیس: ۱۳۶۵

### دانشگاه آزاد اسلامی خوی
http://www.iaukhoy.ac.ir بایگانی‌شده  در ۳ سپتامبر ۲۰۱۲ توسط Wayback Machine

### دانشگاه آزاد اسلامی دامغان
http://www.damghaniau.ac.ir

### دانشگاه آزاد اسلامی دزفول
دانشگاه آزاد دزفول در ۱۵ اردیبهشت ماه ۱۳۶۶ تأسیس و در سال تحصیلی ۱۳۶۷–۱۳۶۸ در دورشته کاردانی کشاورزی و ادبیات اقدام به پذیرش دانشجو نمود.
با گذشت زمان و رشد این مرکز به عنوان یک مجموعه جامع و با تعداد ۱۳۰۰۰ دانشجو در ۱۳۴ رشته تصویب شده و ۱۰۰ رشته فعال در مقاطع کاردانی، کارشناسی، کارشناسی ارشد و دکترا فعالیت می‌کند که زیر نظر ۶۲۵ نفر عضو هیئت علمی قریب به ۳۲۰ کارمند هستند.
تارنما:http://www.iaud.ac.ir

### دانشگاه آزاد اسلامی دماوند
این واحد فعالیت خود را از سال ۱۳۸۱ آغاز کرده و در حال حاضر در مقاطع کارشناسی تا دکترا دارای دانشجو می‌باشد. تعداد اعضای هیئت علمی این دانشگاه حدود ۱۱۰ نفر می‌باشد.
تارنما:https://web.archive.org/web/20160901020423/http://damavandiau.ac.ir/

### دانشگاه آزاد اسلامی دولت‌آباد
https://web.archive.org/web/20191203002820/http://iauda.ac.ir/

### دانشگاه آزاد اسلامی دورود
http://www.iau-doroud.ac.ir

### دانشگاه آزاد اسلامی دهاقان
https://web.archive.org/web/20120221103208/http://www.dehaghanun.com/

### دانشگاه آزاد اسلامی دره شهر
این واحد دانشگاهی یکی از مهمترین مراکز آموزشی استان ایلام محسوب می‌شود . این دانشگاه در سال ۱۳۸۰ در شهر دره شهر راه اندازی شد.دانشگاه آزاد اسلامی واحد دره شهر در سه مقطع کاردانی، کارشناسی و کارشناسی ارشد دانشجو می پذیرد.دانشگاه آزاد اسلامی واحد دره شهر تاکنون 99 مقاله در همایشها و نشریات داخلی منتشر نموده است، که از این تعداد 11 مقاله ژورنالی و 88 مقاله کنفرانسی می باشد.
وبسایت دانشگاه:
 http://iau-dar.ac.ir

### دانشگاه آزاد اسلامی رامهرمز
https://web.archive.org/web/20110226160559/http://iauramhormoz.ac.ir/

### دانشگاه آزاد اسلامی زنجان
https://web.archive.org/web/20050728130131/http://www.azu.ac.ir/

### دانشگاه آزاد اسلامی ساری
دانشگاه آزاد اسلامی واحد ساری (انگلیسی: Islamic Azad University of Sari Branch) بزرگترین و مهم‌ترین واحد دانشگاه آزاد اسلامی در استان مازندران محسوب می‌شود. این واحد از لحاظ اداری به عنوان واحد مادر استان مازندران و منطقه ۳ دانشگاه آزاد اسلامی (مازندران، گیلان، گلستان) شناخته می‌شود، این دانشگاه دارای رشته‌های آموزشی را در سطوح کارشناسی، کارشناسی ارشد و دکتری تخصصی با قریب ۱۲۰۰۰ دانشجو است.

### دانشگاه آزاد اسلامی ساوه
این واحد در سال ۱۳۶۵ تأسیس و در آغاز سال تحصیلی ۱۳۶۶ اقدام به جذب دانشجو نمود. در حال حاضر این واحد دانشگاهی پذیرای دانشجویان در مقاطع دکتری تخصصی، کارشناسی ارشد و کارشناسی و کاردانی است. رتبه واحد جامع و تعداد رشته‌های موجود آن بیش از ۱۲۰ رشته تحصیلی در شاخه‌های فنی و مهندسی، علوم پایه، کشاورزی و علوم انسانی می‌باشد.
تارنما:www.iau-saveh.ac.ir بایگانی‌شده  در ۲۶ آوریل ۲۰۱۲ توسط Wayback Machine

### دانشگاه آزاد اسلامی سبزوار
http://www.iaus.ac.ir بایگانی‌شده  در ۳ نوامبر ۲۰۰۷ توسط Wayback Machine
این واحد در سال ۱۳۶۳ به‌عنوان دومین واحد دانشگاه آزاد در خراسان بزرگ تاسیس شد و اکنون با دارا بودن بیش از ۵ هزار دانشجو، دومین دانشگاه بزرگ در منطقه غرب خراسان رضوی می باشد.

### دانشگاه آزاد اسلامی سپیدان
http://www.iasepidan.ac.ir%5Bپیوند+مرده%5D

### دانشگاه آزاد اسلامی سروستان
http://iausarv.ac.ir

### دانشگاه آزاد اسلامی سلماس
http://www.iausalmas.ac.ir

### دانشگاه آزاد اسلامی سمنان
https://web.archive.org/web/20140322185600/http://semnaniau.ac.ir/

### دانشگاه آزاد اسلامی سنقر
http://www.iausak.ir%5Bپیوند+مرده%5D

### دانشگاه آزاد اسلامی سنندج
https://web.archive.org/web/20051025054231/http://www.iausanandaj.ac.ir/

### دانشگاه آزاد اسلامی سوادکوه
http://iausk.ac.ir/

### دانشگاه آزاد اسلامی شاهرود
http://www.iau-shahrood.ac.ir بایگانی‌شده  در ۲۴ آوریل ۲۰۰۶ توسط Wayback Machine

### دانشگاه آزاد اسلامی شادگان
https://web.archive.org/web/20090220172658/http://iaushadegan.ac.ir/
دانشگاه آزاد اسلامی واحد شادگان در سال 1384 تاسیس شده است. در حال حاضر 290 دانشجو و 10 استاد در این مرکز مشغول فعالیت می باشند.بر اساس تحلیلهای انجام شده این مرکز تاکنون 88 مقاله علمی در نشریات و همایشهای داخلی منتشر نموده است.دانشگاه آزاد اسلامی واحد شادگان صاحب امتیاز و ناشر 0 مجله تخصصی است و تا کنون 2 همایش توسط دانشگاه آزاد اسلامی واحد شادگان برگزار شده است.

### دانشگاه آزاد اسلامی شبستر
http://www.iaushab.ac.ir/ بایگانی‌شده  در ۲ اوت ۲۰۱۶ توسط Wayback Machine

### دانشگاه آزاد اسلامی شوشتر
http://www.iau-shoushtar.ac.ir

### دانشگاه آزاد اسلامی شهرری
http://www.iausr.ac.ir بایگانی‌شده  در ۶ دسامبر ۲۰۰۸ توسط Wayback Machine

### دانشگاه آزاد اسلامی شهرضا
http://www.iaush.ac.ir بایگانی‌شده  در ۲۴ مارس ۲۰۰۹ توسط Wayback Machine

### دانشگاه آزاد اسلامی شهر قدس
https://web.archive.org/web/20171116203923/http://shahryariau.ac.ir/

### دانشگاه آزاد اسلامی شهر مجلسی
http://iaumajlesi.ac.ir بایگانی‌شده  در ۱۱ سپتامبر ۲۰۱۲ توسط Wayback Machine

### دانشگاه آزاد اسلامی شهریار
این واحد دانشگاهی در سال ۱۳۸۶شروع به فعالیت نمود که امروزه دارای ۳دانشکده ۱-مدیریت و حسابداری ۲-فنی و مهندسی ۳-علوم انسانی است و مرکز صباشهر زیر نظر این واحد دانشگاهی فعالیت می کند.
http://www.shriau.ac.ir

### دانشگاه آزاد اسلامی شیراز
http://www.iaushiraz.ac.ir بایگانی‌شده  در ۲۰۱۳-۱۰-۱۷ توسط Wayback Machine

### دانشگاه آزاد اسلامی شیروان
http://www.iau-shirvan.ac.ir بایگانی‌شده  در ۲۰۰۷-۱۰-۰۴ توسط Wayback Machine

### دانشگاه آزاد اسلامی علی‌آباد کتول
http://www.aliabadiau.ac.ir بایگانی‌شده  در ۸ ژوئن ۲۰۰۴ توسط Wayback Machine

### دانشگاه آزاد اسلامی فسا
https://web.archive.org/web/20051122144749/http://www.iaufasa.ac.ir/

### دانشگاه آزاد اسلامی فردوس
http://www.ferdowsiau.ac.ir بایگانی‌شده  در ۲ مارس ۲۰۲۱ توسط Wayback Machine

### دانشگاه آزاد اسلامی فیروزکوه
http://www.iaufb.ac.ir

### دانشگاه آزاد اسلامی قائمشهر
http://www.iaufb.ac.ir

### دانشگاه آزاد اسلامی قزوین
دانشگاه آزاد اسلامی واحد قزوین یکی از واحدهای دانشگاه آزاد اسلامی است که در شمال قزوین و ضلع شمالی آزادراه قزوین-تهران واقع است. این دانشگاه بیش از ۲۸ هزار دانشجو در بیش از صد رشته تحصیلی در مقاطع کاردانی، کارشناسی، کارشناسی ناپیوسته، کارشناسی ارشد و دکترای تخصصی دارد.
.
تارنما:https://www.qiau.ac.ir/

### دانشگاه آزاد اسلامی قم
http://www.qom-iau.ac.ir بایگانی‌شده  در ۱۴ مه ۲۰۰۹ توسط Wayback Machine

### دانشگاه آزاد اسلامی کاشان
https://web.archive.org/web/20191020164958/http://www.iaukashan.ac.ir/

### دانشگاه آزاد اسلامی کازرون
http://www.kau.ac.ir/ بایگانی‌شده  در ۲۳ ژوئیه ۲۰۱۰ توسط Wayback Machine

### دانشگاه آزاد اسلامی کرج
http://www.kiau.ac.ir/ بایگانی‌شده  در ۱۱ ژوئن ۲۰۱۶ توسط Wayback Machine

### دانشگاه آزاد اسلامی کرمان
دانشگاه آزاد اسلامی کرمان به همت حجه الاسلام سید محمد رضا طباطبایی در سال ۱۳۶۱ فعالیت خود را آغاز نمود. و با تلاش فراوان روسا، استادان و پرسنل این واحد طی سه دهه به‌عنوان واحدی با درجه جامع و یکی از بزرگترین مراکز آموزشی شرق و جنوب کشور با بیش از ۲۳۰ رشته در مقاطع دکتری، کارشناسی ارشد، کارشناسی، و کاردانی و تعداد ۱۲ هزار نفر دانشجو، شش دانشکده مصوب، حدود ۶۰۰ عضو هیئت علمی تمام وقت و کارمند تبدیل شد. و دارای دانشکده های پزشکی ،پرستاری-مامایی، فنی مهندسی ، هنر و شهرسازی و... میباشد.
تارنما:http://iauk.ac.ir/fa

### دانشگاه آزاد اسلامی کرمانشاه
دانشگاه آزاد اسلامی واحد کرمانشاه در سال ۱۳۶۷ تأسیس شد؛ و در حال حاضر ۱۴۰۰۰ دانشجو در مقاطع کارشناسی و کارشناسی ارشد نیز در این واحد در دانشکده‌های فنی و مهندسی، علوم پایه، کشاورزی، علوم انسانی و حقوق و علوم سیاسی و پیرا پزشکی به تحصیل مشغول می‌باشند.
تارنما:http://www.iauksh.ac.ir بایگانی‌شده  در ۲۰۱۴-۱۰-۰۷ توسط Wayback Machine

### دانشگاه آزاد اسلامی گرگان
https://web.archive.org/web/20090121174702/http://gorganiau.ir/

### دانشگاه آزاد اسلامی گرمسار
https://web.archive.org/web/20191016035426/http://iau-garmsar.ac.ir/

### دانشگاه آزاد اسلامی گناباد
http://www.iau-gonabad.ac.ir

### دانشگاه آزاد اسلامی لاهیجان
https://web.archive.org/web/20120626105713/http://www.iau-lahijan.ac.ir/

### دانشگاه آزاد اسلامی ماکو
http://www.iaumaku.ac.ir

### دانشگاه آزاد اسلامی مرودشت
https://web.archive.org/web/20191203234143/http://www.miau.ac.ir/

### دانشگاه آزاد اسلامی ملایر
http://malayeriau.ac.ir/new/index.php/fa/ بایگانی‌شده  در ۲۵ مارس ۲۰۱۹ توسط Wayback Machine

### دانشگاه آزاد اسلامی ملارد
این دانشگاه در سال ۱۳۸۷ زیر نظر دانشگاه آزاد اسلامی واحد شهر قدس فعالیت خود را آغاز کرد و در سال ۱۳۹۰ به عنوان واحد مستقل شروع به کار کرد. این دانشگاه دارای دو دانشکده علوم انسانی و فنی مهندسی  می‌باشد.
تارنما:http://www.iaumalard.ac.ir

### دانشگاه آزاد اسلامی مسجدسلیمان
دانشگاه آزاد اسلامی واحد مسجدسلیمان در سال ۱۳۶۶ و پذیرش دانشجو در رشته‌های پرستاری، زبان، حسابداری، آموزش ابتدایی و علوم تجربی فعالیت خود را آغاز کرد. در این واحد در حال حاضر ۳۷۲۶ نفر دانشجو در ۵۲ رشته درسی مشغول به تحصیل هستند. تعداد هیئت علمی این دانشگاه ۱۰۱نفر هیئت علمی می‌باشد.
تارنما:http://www.iaumis.ac.ir

### دانشگاه آزاد اسلامی مشهد
http://mshdiau.ac.ir/ بایگانی‌شده  در ۲۳ مه ۲۰۱۳ توسط Wayback Machine

### دانشگاه آزاد اسلامی مهاباد
دانشگاه آزاد اسلامی واحد مهاباد در سال ۱۳۶۶ با پذیرش ۲۱۵ نفر دانشجو در رشته‌های دامپزشکی، عمران، ادبیات فارسی و امور زراعی فعالیت خود را آغاز کرد. در حال حاضر این دانشگاه در مقاطع کاردانی تا دکترا در دانشکده‌های دانشکده فنی و مهندسی، دانشکده علوم پایه، دانشکده علوم انسانی، دانشکده ادبیات و زبان‌های خارجی، دانشکده کشاورزی و دامپزشکی، دانشکده علوم پزشکی اقدام به پذیرش دانشجو می‌کند.
تارنما:http://www.iau-mahabad.ac.ir بایگانی‌شده  در ۷ فوریه ۲۰۰۶ توسط Wayback Machine

### دانشگاه آزاد اسلامی مهدی‌شهر
https://web.archive.org/web/20111025044643/http://www.mahdishahr-iau.ac.ir/

### دانشگاه آزاد اسلامی میبد
https://web.archive.org/web/20200311124337/http://www.maybodiau.ac.ir/

### دانشگاه آزاد اسلامی نجف آباد
دانشگاه آزاد اسلامی واحد نجف آباد د رسال ۱۳۶۴، فعالیت خود را آغاز کرد. در این دانشگاه در حال حاضر بیش از ۲۵ هزار دانشجو در ۲۵۰ رشته تحصیلی در مقاطع کارشناسی، کارشناسی ناپیوسته، کارشناسی ارشد، دکترای حرفه‌ای و دکترای تخصصی مشغول به تحصیل هستند. تعداد اعضای هیئت علمی دانشگاه آزاد اسلامی نجف آباد بالغ بر ۴۸۷ نفر می‌باشد. این دانشگاه یکی از بزرگترین واحدهای دانشگاهی دانشگاه آزاد است.
تارنما:http://www.iaun.ac.ir

### دانشگاه آزاد اسلامی واحد بین‌المللی خرمشهر-خلیج فارس
دانشگاه آزاد اسلامی واحد بین‌المللی خرمشهر-خلیج فارس یکی از واحدهای ایجاد شده در سال ۱۳۸۷ می‌باشد.این دانشگاه در مقطع کارشناسی ارشد، و دکترا در ۲۸ رشته دانشجو می‌پذیرد.
تارنما:http://www.iaupg.ac.ir/

### دانشگاه آزاد اسلامی نراق
http://www.iau-naragh.ac.ir

### دانشگاه آزاد اسلامی نهاوند
https://web.archive.org/web/20160128142346/http://www.nahavandiau.ac.ir/

### دانشگاه آزاد اسلامی نور
http://www.iaunour.ac.ir

### دانشگاه آزاد اسلامی نوشهر
http://iauns.ac.ir/

### دانشگاه آزاد اسلامی نی‌ریز
http://www.iauneyriz.ac.ir بایگانی‌شده  در ۲۰ ژانویه ۲۰۱۷ توسط Wayback Machine

### دانشگاه آزاد اسلامی نیشابور
http://www.iau-neyshabur.ac.ir

### دانشگاه آزاد اسلامی ورامین و پیشوا
دانشگاه آزاد اسلامی واحد ورامین – پیشوا در مرداد ماه سال ۱۳۶۴ تأسیس شد. در حال حاضر در این دانشگاه ۶۵۰ عضو هیئت علمی ،۱۵۰۰۰ هزار دانشجو را در ۱۵۰ رشته تحصیلی و در ۵دانشکده در مقاطع کاردانی تا دکترا آموزش می‌دهند.
تارنما:http://iauvaramin.ac.ir/fa

### دانشگاه آزاد اسلامی هرند (اصفهان)
http://www.harandiau.ac.ir

### دانشگاه آزاد اسلامی همدان
http://iauh.ac.ir

### دانشگاه آزاد اسلامی گنبدکاووس
این واحد دانشگاهی در سال ۱۳۸۲ با ورود دانشجو در دو رشته کاردانی کامپیوتر و حسابداری شروع بکار کرد. در حال حاضر در بیش از ۷۰ رشته دانشجویان زیر نظر ۱۴ عضو هیئت علمی به تحصیل مشغول هستند.
تارنما:http://www.gonbadiau.ac.ir

### دانشگاه آزاد اسلامی هیدج
دانشگاه آزاد اسلامی واحد هیدج ، از مهرماه سال 1383 با دو رشته کامپیوتر و حسابداری در مقطع کاردانی ، و تعداد 260 نفر دانشجو آغاز به فعالیت نموده است.
این واحد دانشگاهی بعد از 7 سال تلاش مستمر در حال حاضر با تعداد 2000 دانشجو در 30 رشته تحصیلی و 70 نفر عضو هیأت علمی، به امر تعلیم و تربیت دانشجویان می پردازد. تاکنون بیش از  500  نفر در مقاطع کاردانی و کارشناسی از این دانشگاه فارغ التحصیل شده اند که تعدادی از فارغ التحصیلان جزء دانشجویان ممتاز بوده و تعداد زیادی از آنها  در حال حاضر در مقاطع کارشناسی و کارشناسی ارشد در دانشگاههای مختلف کشور مشغول به تحصیل می باشند.
به لحاظ فعالیت های عمرانی پس از اخذ زمین اهدایی از شهرداری و شورای اسلامی شهر هیدج به مساحت 4980 متر مربع و خرید و الحاق زمین مجاور آن به مساحت 2418 متر مربع  اقدام  به احداث ساختمان آموزشی اداری به مساحت 3836 متر مربع ، مجموعه کارگاهها و آزمایشگاههای آموزشی به مساحت 617 متر مربع ، ساخت و احداث آلاچیق ها و بوفه دانشجویی ، احداث سردرب به مساحت 92 متر مربع ، محوطه سازی و تغییر کاربری ساختمان اهدایی شهرداری و شورای شهر هیدج به صورت سلف سرویس در دو طبقه می توان اشاره نمود . همچنین سایت اصلی دانشگاه ، اهدایی شهرداری و شورای شهر هیدج با مساحتی بالغ بر 50 هکتار پس از اخذ سند به نام دانشگاه و مجوز تغییر کاربری در حال حصار کشی شده و اقدامات لازم جهت احداث سردرب و ساختمانهای آموزشی در نظر گرفته شده در این محوطه در دست انجام می باشد . لازم به ذکر است واحد عمرانی در حال اخذ قطعه زمینی به مساحت 2300 متر مربع  در داخل شهر هیدج از سازمان مسکن و شهرسازی جهت احداث خوابگاه دانشجویی می باشد .
 
این واحد با کتابخانه ای مشتمل بر 10000 جلد کتاب ، کارگاهها و آزمایشگاهها با تجهیزات لازم ، سایت های کامپیوتری و اینترنت، توانسته خدمات ارزنده ای را به دانشجویان ارائه نماید.امید است با یاری خداوند و تلاش مسئولان ، این مجموعه بتواند گامی هرچند کوچک در دستیابی به اهداف عالی دانشگاه آزاد اسلامی در مسیر اعتلای علمی و فرهنگی جوانان کشور اسلامی بردارد. 
https://hidaj.iau.ir/fa

### دانشگاه آزاد اسلامی یاسوج
دانشگاه آزاد اسلامی واحد یاسوج از سال ۱۳۶۳ به عنوان اولین مرکز آموزش عالی در استان با یک رشته در مقطع کاردانی (کاردانی حسابداری) آغاز به کار کرد. واحد یاسوج هم‌اکنون (۱۳۹۶) دارای ۶۶۳۴ نفر دانشجو در ۱۱۳ رشته تحصیلی در مقاطع کاردانی، کارشناسی، کارشناسی ارشد و دکتری تخصصی میباشد.
تارنما: http://www.iauyasooj.ac.ir

### دانشگاه آزاد اسلامی یزد
http://www.iauyazd.ac.ir

### دانشگاه آزاد اسلامی جویبار
https://web.archive.org/web/20091121012034/http://jouybariau.ac.ir/

### دانشگاه آزاد اسلامی واحد علوم و تحقیقات
دانشگاه آزاد اسلامی واحد علوم و تحقیقات تهران (انگلیسی: Islamic Azad University, Science and Research Branch به اختصار SRBIAU) بزرگترین واحد دانشگاه آزاد اسلامی محسوب می‌شود.
این دانشگاه دارای رشته‌های آموزشی را در سطوح کارشناسی، کارشناسی ارشد و دکتری تخصصی با قریب ۵۰۰۰۰ دانشجو است و تمرکز این واحد دانشگاهی بیشتر درمقاطع تحصیلات تکمیلی می‌باشد. 
دانشگاه آزاد اسلامی واحد علوم و تحقیقات دارای شعبه های در سایر دانشگاه ها است که این پردیس ها در مقاطع تحصیلات تکمیلی فعالیت می کنند.
- پردیس دانشگاه آزاد اسلامی واحد علوم و تحقیقات کرمان
- پردیس دانشگاه آزاد اسلامی واحد علوم و تحقیقات کرمانشاه
- پردیس دانشگاه آزاد اسلامی واحد علوم و تحقیقات فارس
- پردیس دانشگاه آزاد اسلامی واحد علوم و تحقیقات آذربایجان شرقی
- پردیس دانشگاه آزاد اسلامی واحد علوم و تحقیقات خوزستان
- پردیس دانشگاه آزاد اسلامی واحد علوم و تحقیقات آیت‌الله آملی
- پردیس دانشگاه آزاد اسلامی واحد علوم و تحقیقات -مرکز بین المللی قشم
- پشتیبان واحد امارات متحده عربی

http://srbiau.ac.ir

## آموزشکده‌های سما(سازمان مدارس آزاد اسلامی)
آموزشکده‌های سما وابسته به سازمان سما بوده و بنا به اهداف این سازمان عبارتست: انجام فعالیت‌های علمی، آموزشی، پرورشی و فرهنگی، تأسیس و اداره دوره‌های رسمی مقاطع مختلف تحصیلی شال دوره‌های ابتدائی تا کاردانی با تأکید بر رشته‌های فنی و حرفه‌ای، علمی کاربردی و مهارت‌محوری.
این سازمان در بسیاری از شهرهای تهران دارای مدارس مختلف بوده و همچنین در راستای گسترش رشته‌های فنی و حرفه‌ای و کاردانی اقدام به تأسیس آموزشکده‌هایی در شهرهای مختلف نموده‌است:
ریاست این سازمان معاونت دانشگاه آزاد اسلامی محسوب شده و در حال حاضر بر عهده علیرضا منظری توکلی می‌باشد.

### آموزشکده سما واحد ممقان
https://web.archive.org/web/20130908191410/http://www.mamaghan-samacollege.ir/

### آموزشکده سما واحد اهواز
https://web.archive.org/web/20110623074513/http://www.ahvaz-samacollege.ir/

### آموزشکده سما واحد ملایر
https://web.archive.org/web/20100202201317/http://malayer-samacollege.ir/

### آموزشکده سما واحد اردبیل
http://www.ardabil-samacollege.ir

### آموزشکده سما واحد ارسنجان
https://web.archive.org/web/20190404000212/http://www.arsanjan-samacollege.ir/

### آموزشکده سما آمل ۲
https://web.archive.org/web/20110713215250/http://www.amol-samacollege.ir/

### آموزشکده سما واحد بندرعباس
https://web.archive.org/web/20090420211821/http://www.bandarabbas-samacollege.ir/

### آموزشکده سما واحد پاکدشت
https://web.archive.org/web/20081103002950/http://www.pakdasht-samacollege.ir/

### آموزشکده سما واحد تهران
https://web.archive.org/web/20161208095844/http://www.tehran-samacollege.ir/

### آموزشکده سما دماوند
دانشکده فنی و حرفه‌ای سما واحد دماوند از مهرماه سال ۱۳۹۰ فعالیت خود آغاز کرده و هم‌اکنون در رشته‌های الکترونیک، الکتروتکنیک، معماری، نرم‌افزار کامپیوتر، حسابداری و مدیریت خانواده و با ۴۹۴ نفر دانشجو فعالیت می‌کند.
https://web.archive.org/web/20190331114455/http://www.damavandsama.ac.ir/fa/Index.html

### آموزشکده سما واحد علی‌آباد کتول
http://www.aliabad-samacollege.ir

### آموزشکده سما واحد رودهن
https://web.archive.org/web/20190109133256/http://www.roudehen-samacollege.ir/

### آموزشکده سما واحد ساوه
https://web.archive.org/web/20170305213138/http://www.saveh-samacollege.ir/

### آموزشکده سما واحد سمنان
https://web.archive.org/web/20140322185600/http://semnaniau.ac.ir/

### آموزشکده سما واحد سیاهکل
https://web.archive.org/web/20110811043008/http://www.siahkal-samacollege.ir/

### آموزشکده سما واحد مهاباد
http://www.iau-mahabad.ac.ir بایگانی‌شده  در ۷ فوریه ۲۰۰۶ توسط Wayback Machine

### آموزشکده سما واحد یاسوج
http://www.yasuj-samacollege.ir بایگانی‌شده  در ۳ اوت ۲۰۲۰ توسط Wayback Machine

## واحدهای دانشگاه آزاد اسلامی در خارج از کشور

### دانشگاه آزاد اسلامی واحد امارات متحده عربی
دانشگاه آزاد اسلامی واحد امارات یکی از واحدهای دانشگاه آزاد اسلامی در امارات متحده عربی که در سال ۱۳۷۴ (۱۹۹۵م) تأسیس شد. تدریس در دانشگاه آزاد اسلامی واحد امارات به زبان انگلیسی می‌باشد. این دانشگاه  تا مقطع دکترا فعال است..
تارنما:http://www.iau.ae/
تارنما:https://web.archive.org/web/20190331181310/http://iau.ac.ae/